# خارزار (بامیان)
خارزار روستایی در مرکز افغانستان است که در ولایت بامیان موقعیت دارد.

## افراد مشهور
- میر یزدان‌بخش، یکی از رهبران قدرتمند هزاره‌ها در اوایل قرن نوزدهم.